# Association pour la libération des ondes
Association pour la Libération des Ondes peut faire référence à :
- Association pour la Libération des Ondes - Belgique : voir Radio libre en Belgique[1]

- Association pour la Libération des Ondes - France : voir Radio libre en France